# Le papier ne peut pas envelopper la braise
Pour plus de détails, voir Fiche technique et Distribution.
Le papier ne peut pas envelopper la braise est un documentaire cambodgien réalisé par Rithy Panh, sorti en 2007.

## Synopsis
Le papier ne peut pas envelopper la braise est un film documentaire consacré à la vie de prostituées de Phnom Penh, qui vivent dans le	« building blanc ». 
Le film montre les difficultés de la vie de ces femmes, mais aussi leurs interrogations et leur quotidien, d'une grande dignité.

## Fiche technique
- Titre : Le papier ne peut pas envelopper la braise
- Réalisation : Rithy Panh
- Scénario : Rithy Panh
- Musique : Marc Marder et Agnès Sénémaud
- Pays d'origine : Cambodge
- Photographie : Prum Mesa
- Montage : Marie-Christine Rougerie
- Production : Catherine Dussart
- Société de production : Catherine Dussart Productions,France 3, France 5, Bophana Production, SundanceTV, RTBF, Télé-Québec, Télévision suisse romande, Televisione Svizzera Italiana et YLE TV1
- Pays :  Cambodge et  France
- Format : couleur
- Genre : documentaire
- Durée : 90 minutes
- Date de sortie : 2007

## Distinctions
- FIPA d'or 2007 délivré par le Festival International des Programmes Audiovisuels dans la catégorie « Documentaires de création et essais »
- Prix du cinéma européen 2007 du meilleur documentaire.

## Autour du film
Le « building blanc » est l'immeuble où vivent aussi les artistes filmés par Rithy Panh en 2005 dans Les Artistes du théâtre brûlé.